# Semecarpus subracemosa
Semecarpus subracemosa är en sumakväxtart som beskrevs av Wilhelm Sulpiz Kurz. Semecarpus subracemosa ingår i släktet Semecarpus och familjen sumakväxter. Inga underarter finns listade i Catalogue of Life.